# Academia Brasileira de Ciências Contábeis
A Academia Brasileira de Ciências Contábeis é uma instituição nacional sem fins lucrativos ou econômicos, atualmente com sede instalada na cidade de Brasília. Ela foi formalmente constituída em 18 de novembro de 1980.
É uma Academia que "tem como objetivo promover, divulgar e valorizar atividades que contribuam para o desenvolvimento e estímulo ao conhecimento filosófico, científico e tecnológico da Contabilidade".
Seu primeiro presidente foi o Contador Ivo Malhães de Oliveira de 1980 a 1997, sucedido por Antônio Lopes de Sá de 1997 a 2004 e por Antoninho Marmo Trevisan de 2004 a 2009. Atualmente é presidida por Maria Clara Cavalcante Bugarim 2009 a 2017.

## Ligações Externas
- Site oficial